# Nachtjagdgeschwader 1
A Nachtjagdgeschwader 1 foi uma unidade da Luftwaffe durante a Segunda Guerra Mundial de Caça Noturna, tendo sido a primeira do seu género a ser criada. Atingiu um total de 2311 vitórias de dia e de noite e perdeu 676 homens em combate aereo.

## Geschwaderkommodoren
- Oberst Wolfgang Falck, 26 de Junho de 1940 - 30 de Junho de 1943[4]
- Oberst Werner Streib, 1 de Junho de 1943 - Março de 1944[4]
- Obstlt Hans-Joachim Jabs, Março de 1944 - Maio de 1945[4]

## Stab
Formado em 22 de Junho de 1940 em Deelen-Arnhem.

## I. Gruppe

### Gruppenkommandeure
- Hptm Günther Radusch, 1 de Julho de 1940 - 6 de Outubro de 1940
- Maj Werner Streib, 18 de Outubro de 1940 - 1 de Julho de 1943
- Hptm Hans-Dieter Frank, 1 de Julho de 1943 - 27 de Setembro de 1943
- Hptm Manfred Meurer, 28 de Setembro de 1943 - 21 de Janeiro de 1944
- Maj Paul Förster, Janeiro de 1944 - 1 de Outubro de 1944
- Hptm Werner Baake, 2 de Outubro de 1944 - 8 de Maio de 1945

Formado em 22 de Junho de 1940 em Mönchen-Gladbach com:
- Stab I./NJG1 a partir do Stab I./ZG 1
- 1./NJG1 novo
- 2./NJG1 a partir do 2./ZG1
- 3./NJG1 a partir do 3./ZG1

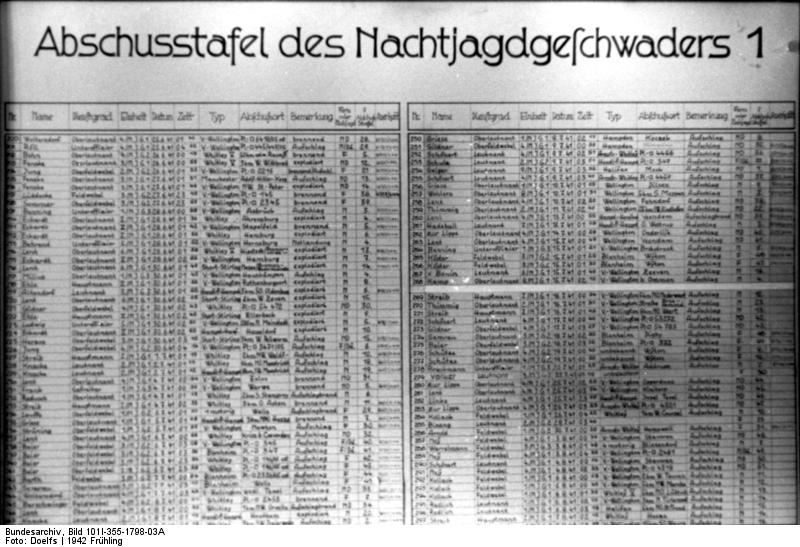

Em 1 de Julho de 1940 o 1./NJG1 foi renomeado 5./NJG1 e se tornou parte do II./NJG1, sendo que logo um novo 1./NJG1 foi formado a partir do 10./ZG 26.
Em 7 de Setembro de 1940 o 3./NJG1 foi movido para Deelen e se tornou 4./NJG1 e um novo 3./NJG1 foi formado a partir do 1./ZG 76.
Em Maio de 1942 o 1./NJG1 foi redesignado 7./NJG 4, sendo logo substituído por um novo 1./NJG1 que foi reformado a partir dos restos do antigo I./NJG1.
No mês de Dezembro de 1942 o 3./NJG1 foi redesignado 5./NJG 5, e foi formado um novo 3./NJG1 para substitui-lo, reformado a partir dos restos do antigo I./NJG1.
Em 1 de Agosto de 1943 o 1./NJG1 foi redesignado 10./NJG 5, sendo criado um novo 1./NJG1 que foi reformado a partir dos restos do I./NJG1.
No dia 30 de Março de 1945 foi reduzido para 1./NJG1 quando o Stab I., 2. e 3./NJG1 foram dispensados.

## II. Gruppe

### Gruppenkommandeure
- Hptm Conrad von Bothmer, 22.6.40 - 1.7.40
- Hptm Karl-Heinrich Heyse, 1.7.40 - 7.9.40
- Hptm Graf von Stillfried und Rattonitz, 7.9.40 - 6.10.40
- Maj Walter Ehle, 6.10.40 - 17.11.43
- Maj Eckart-Wilhelm von Bonin, 18.11.43 - 25.10.44
- Hptm Adolf Breves, 26.10.44 - 8.5.45

Formado em 22 de Junho de 1940 em Amsterdam-Schipol a partir do IV.(N)/JG 2:
- Stab II./NJG1 a partir do Stab IV./JG2
- 4./NJG1 a partir do 10./JG2
- 5./NJG1 a partir do 11./JG2
- 6./NJG1 a partir do 12./JG2

O gruppe passou a combater com os modernos Bf109D e acabou sendo renomeado em 1 de Julho de 1940 para III./NJG1:
- Stab II./NJG1 se tornou Stab III./NJG1
- 4./NJG1 se tornou 7./NJG1
- 5./NJG1 se tornou 8./NJG1
- 6./NJG1 se tornou 9./NJG1

Reformado em 1 de Julho de 1940 em Düsseldorf com:
- Stab II./NJG1 novo
- 4./NJG1 a partir do Zerst.Sta./KG30
- 5./NJG1 a partir do 1./NJG1
- 6./NJG1 novo

Em 7 de Setembro de 1940 foi renomeado I./NJG 2 e movido para Gilze Rijen:
- Stab II./NJG1 became Stab I./NJG2
- 4./NJG1 became 1./NJG2
- 5./NJG1 became 2./NJG2
- 6./NJG1 became 3./NJG2
- Reformado em 7 de Setembro de 1940 em Deelen-Arnhem a partir do I./ZG 76 com:

Stab II./NJG1 a partir do Stab I./ZG76
4./NJG1 a partir do 3./NJG1
5./NJG1 a partir do 2./ZG76
6./NJG1 a partir do 3./ZG76
O 4./NJG 1 havia usado Do 17Z até Dezembro de 1940 e após passou a utilizar Do 215.
Em 1 de Novembro de 1941 o 4./NJG1 foi redsignado 5./NJG 2 e um novo 4./NJG1 foi reformado a partir dos restos do II./NJG1.
Em Maio de 1942 o 4./NJG1 foi redesignado 9./NJG 4, sendo um novo 4./NJG1 criado a partir dos restos do II./NJG1.
Foi reduzido para 4./NJG1 em 30 de Março de 1945, quando o Stab II., 5. e 6./NJG1 forma dispensados.

## III. Gruppe

### Gruppenkommandeure
- Hptm Conrad von Bothmer, 1 de Julho de 1940 - 1 de Novembro de 1940
- Hptm Schön, 1 de Novembro de 1940 - 1 de Fevereiro de 1941
- Maj Adolf Edler von Graeve, 8 de Fevereiro de 1941 - 5 de Junho de 1942
- Hptm Wolfgang Thimmig, 6 de Junho de 1942 - 31 de Maio de 1943
- Maj Egmont Prince zur Lippe-Weissenfels, 1 de Junho de 1943 - 20 de Fevereiro de 1944
- Maj Martin Drewes, 1 de Março de 1944 - 8 de Maio de 1945

Formado em 1 de Julho de 1940 em Düsseldorf a partir do II./NJG1 com Bf109D:
- Stab III./NJG1 a partir do Stab II./NJG1
- 7./NJG1 a partir do 4./NJG1
- 8./NJG1 a partir do 5./NJG1
- 9./NJG1 a partir do 6./NJG1

Foi convertido para o uso de Bf110 em Agosto de 1940 e o 10. e 11./NJG1 forma formados com o excesso de Bf 109E. O 10. e 11./NJG1 permaneceram em Düsseldorf até Outubro de 1940, quando forma transferidos para Vlissingen, e foram unidos como verstärkte do Jagdstaffel Holland (se tornando 1./JG1 em Dezembro de 1940).
Em Maio de 1942 o 8./NJG1 foi redesignado 8./NJG4 e um novo 8./NJG1 foi reformado com os restos do III./NJG1.
Em Setembro de 1942 9./NJG1 foi redesignado 1./NJG 4, e um novo 9./NJG1 foi formado a partir dos restos do III./NJG1.
Foi reduzido para 7./NJG1 em 30 de Março de 1945, quando o Stab III., 8. e 9./NJG1 foram dispensados.

## IV. Gruppe

### Gruppenkommandeure
- Maj Helmut Lent, 1 de Outubro de 1942 - 1 de Agosto de 1943
- Hptm Hans-Joachim Jabs, 1 de Agosto de 1943 - 1 de Março de 1944
- Maj Heinz-Wolfgang Schnaufer, 1 de Março de 1944 - 26 de Outubro de 1944
- Hptm Hermann Greiner, 1 de Novembro de 1944 - 8 de Maio de 1945

Formado em 1 de Outubro de 1942 em Leeuwarden a partir do II./NJG 2 com:
- Stab IV./NJG1 a partir do Stab II./NJG2
- 10./NJG1 a partir do 8./NJG2
- 11./NJG1 a partir do 5./NJG2
- 12./NJG1 a partir do 6./NJG2

Em 30 de Março de 1945 foi reduzido à 10./NJG1, quando o Stab IV., 11. e 12./NJG1 forma dispensados.

## Ergänzungsgruppe

### Gruppenkommandeure
- Olt Siegfried Wandam, ? - ?
- Olt Karl-Heinz Hollborn, ? - Outubro de 1941
- Hptm Siebelt Reents, Outubro de 1941 - 11 de Dezembro de 1941
- Hptm Helmut Peters, 21 de Março de 1943 - 1 de Novembro de 1942

O Ergänzungsstaffel/NJG1 foi formado em Dezembro de 1940 em Ingolstadt-Manchingen. Em Dezembro de 1941 foi acrescentado ao Gruppe com:
- Stab IV./NJG1 a partir do IV./ZG26
- 10./NJG1 a partir do Erg.Sta./NJG1
- 11./NJG1 a partir do 11./ZG26
- 12./NJG1 a partir do 12./ZG26

Conhecido como IV.(Erg.)/NJG1 entre Outubro de 1941 e Outubro de 1942.
Em 1 de Novembro de 1942 redesignado III./Nachtjagdschule 1:
- Stab IV./NJG1 became Stab III./Nachtjagdschule 1
- 10./NJG1 became 4./Nachtjagdschule 1
- 11./NJG1 became 7./Nachtjagdschule 1
- 12./NJG1 became 8./Nachtjagdschule 1

## Schulstaffel/NJG1
Formado em Junho de 1944 em Twente a partir de partes do NJG1.
Em Dezembro de 1944 foi redesignado 16./NJG1, mas em 1 de Janeiro de 1945 se tornou Stabsstaffel/NJG1.

## Pilotos
Hans-Heinz Augenstein
Helmut Lent

## Membros Notáveis
- Helmut Lent (Recebedor da Cruz de Cavaleiro da Cruz de Ferro com Folhas de Carvalho, Espadas e Diamantes)
- Heinz-Wolfgang Schnaufer (O maior ás da Caça Noturna, recebedor da Cruz de Cavaleiro da Cruz de Ferro com Folhas de Carvalho, Espadas e Diamantes)